# Queens of the Stone Age

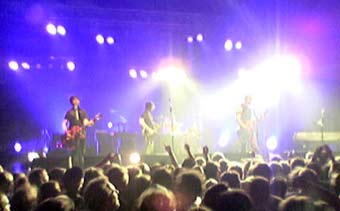
Queens of the Stone Age in Berlijn, 10 juni 2005

Queens of the Stone Age (ook bekend als QOTSA en Queens) is een Amerikaanse rockband uit het Californische Palm Desert. De band is in 1996 opgericht en maakt deel uit van de Palm Desert Scene. De bezetting van de band verandert regelmatig en de groep laat soms tijdens opnamen gastoptredens toe. Het enige vaste lid van de band is oprichter Josh Homme.

## Biografie

### Begin en Gamma Ray (1996)
Queens of the Stone Age is opgericht door Josh Homme, nadat hij in 1996 had meegedaan aan de tournee met de band Screaming Trees als gitarist.
Hij besloot een nieuwe band op te richten nadat Kyuss uit elkaar viel en Homme bezig was met de Desert Sessions. De originele naam Gamma Ray werd veranderd omdat er al een Duitse band was met die naam. Onder de naam Gamma Ray is in 1996 de Gamma Ray EP uitgebracht met de nummers "Born to Hula" en "If Only Everything" (deze werd later opnieuw uitgebracht op het debuutalbum als "If Only'). De bandleden op deze ep bestonden uit Joshua Homme (Kyuss), Matt Cameron (Soundgarden en Pearl Jam), Van Conner (Screaming Trees) en John McBain (Monster Magnet).

### Samenwerkingen met Kyuss en Beaver (1997)
Het eerste liveconcert van de band vond plaats op 20 november 1997, in het OK Hotel in Seattle, Washington. De set bestond uit de nummers "These Aren’t the Droids You’re Looking For", "The Bronze", "How to Handle a Rope", "Walkin on the Sidewalks", "Teen Lambchop" (Wellwater Conspiracy cover), "Avon" en "Mexicola". Een combinatie van nieuwe nummers en materiaal van Gamma Ray periode en de eerste opnamen van de Desert Sessions die tijdens dit concert voor de eerste keer voor publiek gespeeld zijn.
In december 1997 kwam de Kyuss/Queens of the Stone Age EP uit. Dit was officieel de eerste keer dat de band de naam Queens of the Stone Age gebruikte. Op de ep staan drie nummers van de Gamma Ray-sessies en drie nummers van Kyuss die ze in 1995 hadden opgenomen voordat de band uiteenviel. In 1998 kwam de Queens of the Stone Age/Beaver EP uit met de Nederlandse band Beaver.

### Queens of the Stone Age (1998)
Het centrum van de band werd in het begin gevormd door Josh Homme (zang, gitaar), Alfredo Hernández (drum) en later Nick Oliveri (bas, zang), hoewel Oliveri niet op het debuutalbum speelde. In het nummer "I Was a Teenage Hand Model" is een opgenomen telefoongesprek verwerkt waarin Oliveri aangeeft zich bij de band te voegen. Gitarist Dave Catching voegde zich hierna ook bij de band. De originele band bestond in het begin uitsluitend uit ex-Kyuss-leden. Vanaf dit punt veranderde de samenstelling met regelmaat. Op het titelloze debuutalbum Queens of the Stone Age is het openingsnummer 'Regular John' het meest bekend. Het album is in 2011 in een geremasterde versie opnieuw uitgegeven.

### Rated R (1999 - 2001)
In 2001 verscheen hun tweede langspeler, 'Rated R'. De hits 'Feel Good Hit of the Summer' en 'Lost Art of Keeping a Secret' betekenden hun doorbraak bij het grote publiek.

### Songs for the Deaf (2001 - 2004)
Vanaf 2001 leverde Mark Lanegan, voormalig zanger van de Screaming Trees, regelmatige bijdrages. Op Songs for the Deaf speelde Dave Grohl mee, die bekend is van onder andere Nirvana en de Foo Fighters.

### Lullabies to Paralyze (2004 - 2006)
Eind 2004 maakte Josh Homme bekend dat Nick Oliveri en Mark Lanegan (tijdelijk) uit de band waren gestapt. Een nieuw full-length-album, Lullabies to Paralyze, verscheen in maart nadat Stone Age Complications was uitgekomen, een album met daarop vier covers en twee B-kanten.
De band bestond in 2005 uit Josh Homme, Troy Van Leeuwen (gitaar/lapsteel), Joey Castillo (drums). Ook Mark Lanegan werd weer opgevist en nam zowel op Lullabies to paralyze als op de live-optredens een deel van de zanglijnen voor zijn rekening. De bas werd op deze laatste plaat ingespeeld door Alain Johannes, die ook live de basgitaar bewerkt. Daarbij is Natasha Schneider ook te zien als toetseniste, die samen met haar man Alain Johannes in Eleven speelde. Natasha Schneider overleed op 2 juli 2008 aan kanker.

### Era Vulgaris (2006 - 2008)
In 2007 kwam hun album Era Vulgaris uit. De bezetting van de band bestond op dat moment uit Josh Homme, Troy Van Leeuwen en Joey Castillo. Voor de tournee was Michael Shuman als bassist aangesteld, en als toetsenist/gitarist ging Dean Fertita mee.
Queens of the Stone Age speelde in 2008 op Pinkpop, en in het voorjaar van datzelfde jaar speelde de band twee grote shows in de Heineken Music Hall en in de Oosterpoort.

### ...Like Clockwork (2008 - 2013)
Eind mei 2013 kwam het nieuwe album ...Like Clockwork uit. Op het album speelt Dave Grohl van Foo Fighters de drumpartijen. Tijdens de tour speelde de nieuwe drummer Jon Theodore (The Mars Volta) mee. De band had eerder al één nummer ten gehore gebracht tijdens een concert in Brazilië, getiteld My God is the sun.

### Villains (2014 - heden)
In 2014 zei Josh Homme dat de band na de tour voor ...Like clockwork zou beginnen met de opnames van een nieuw album. Nadat op 14 juni 2017 officieel bekend werd gemaakt dat het nieuwe album de naam Villains zou krijgen werd het op 25 augustus van dat jaar uitgebracht.

## Huidige leden

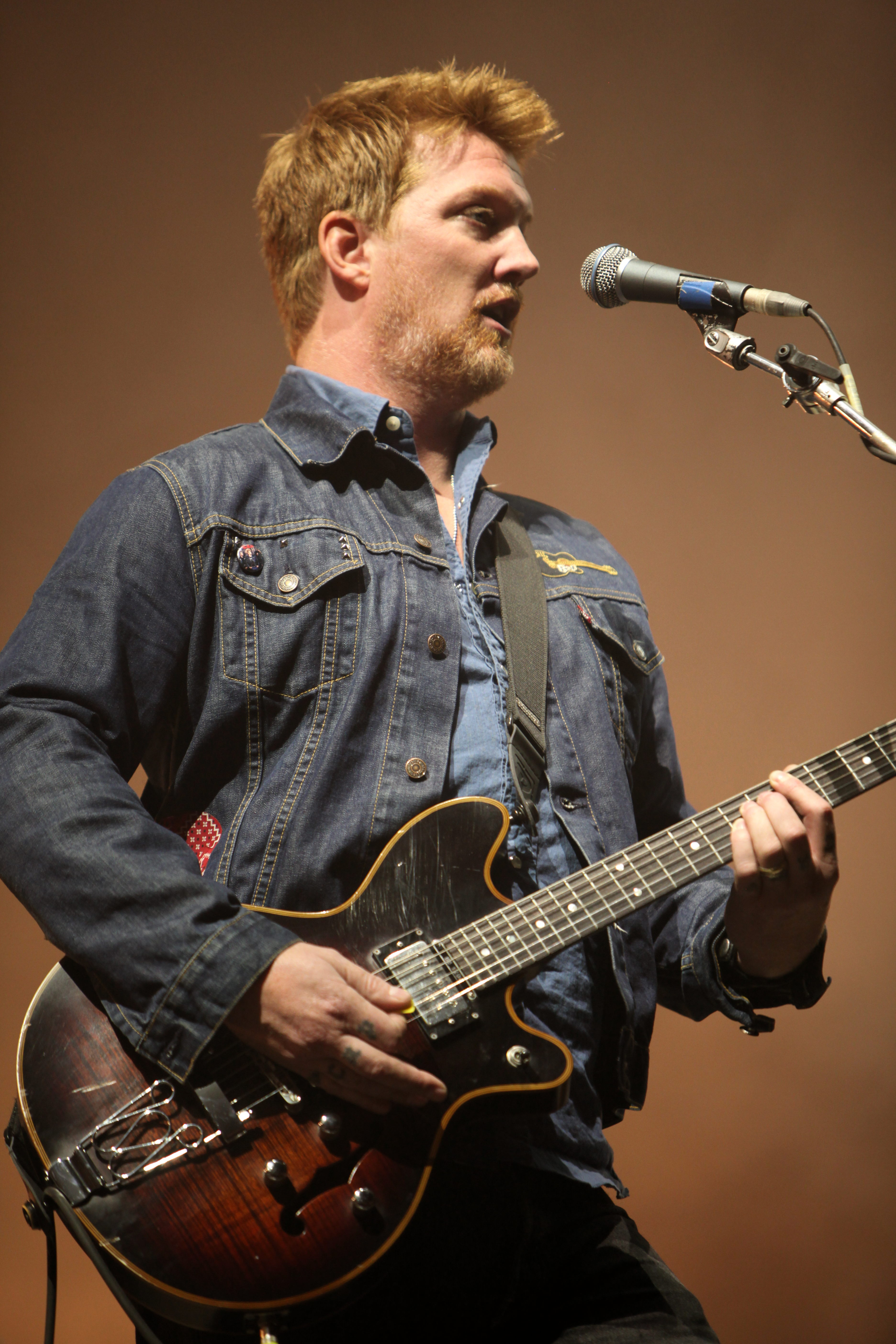
Josh Homme
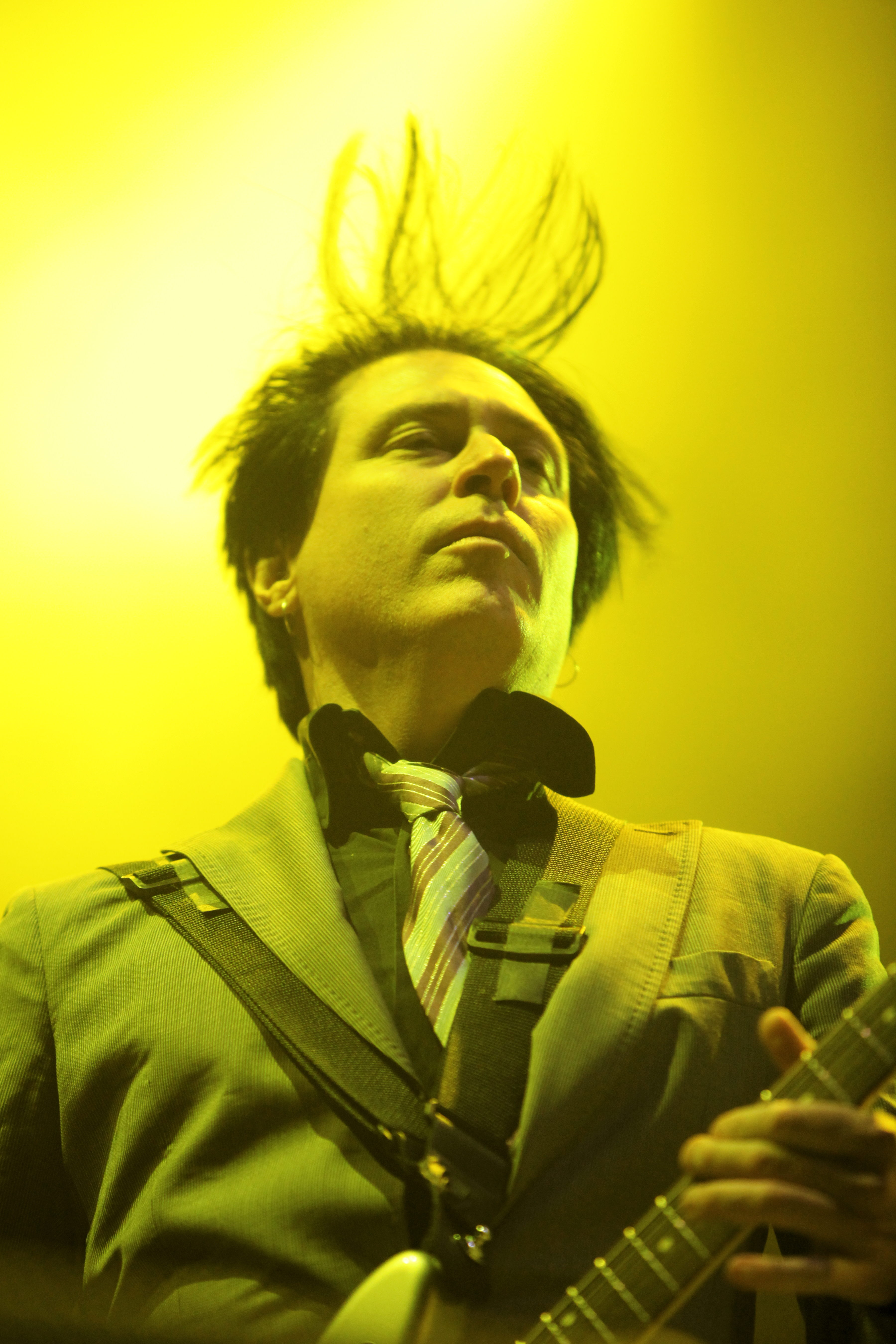
Troy Van Leeuwen
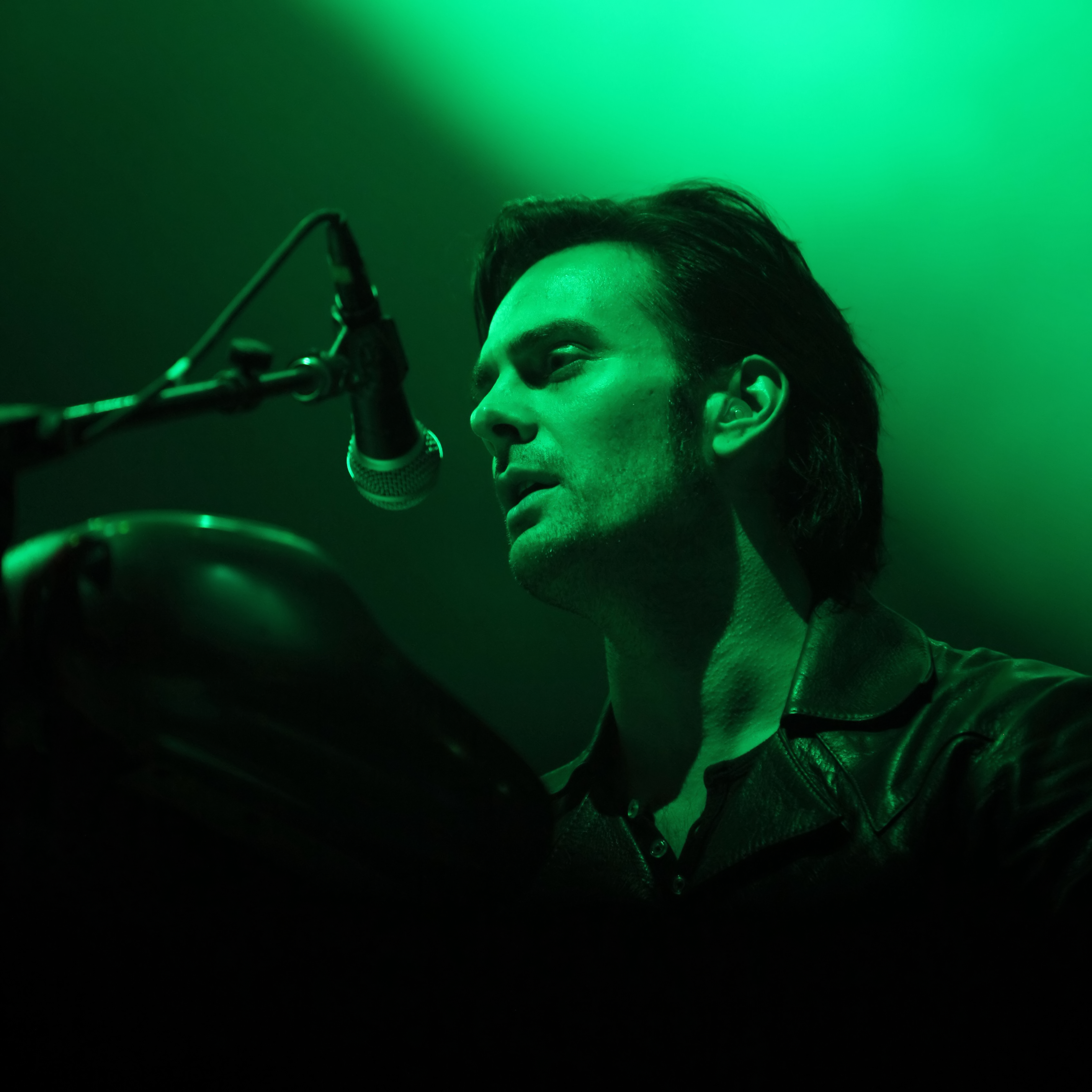
Dean Fertita
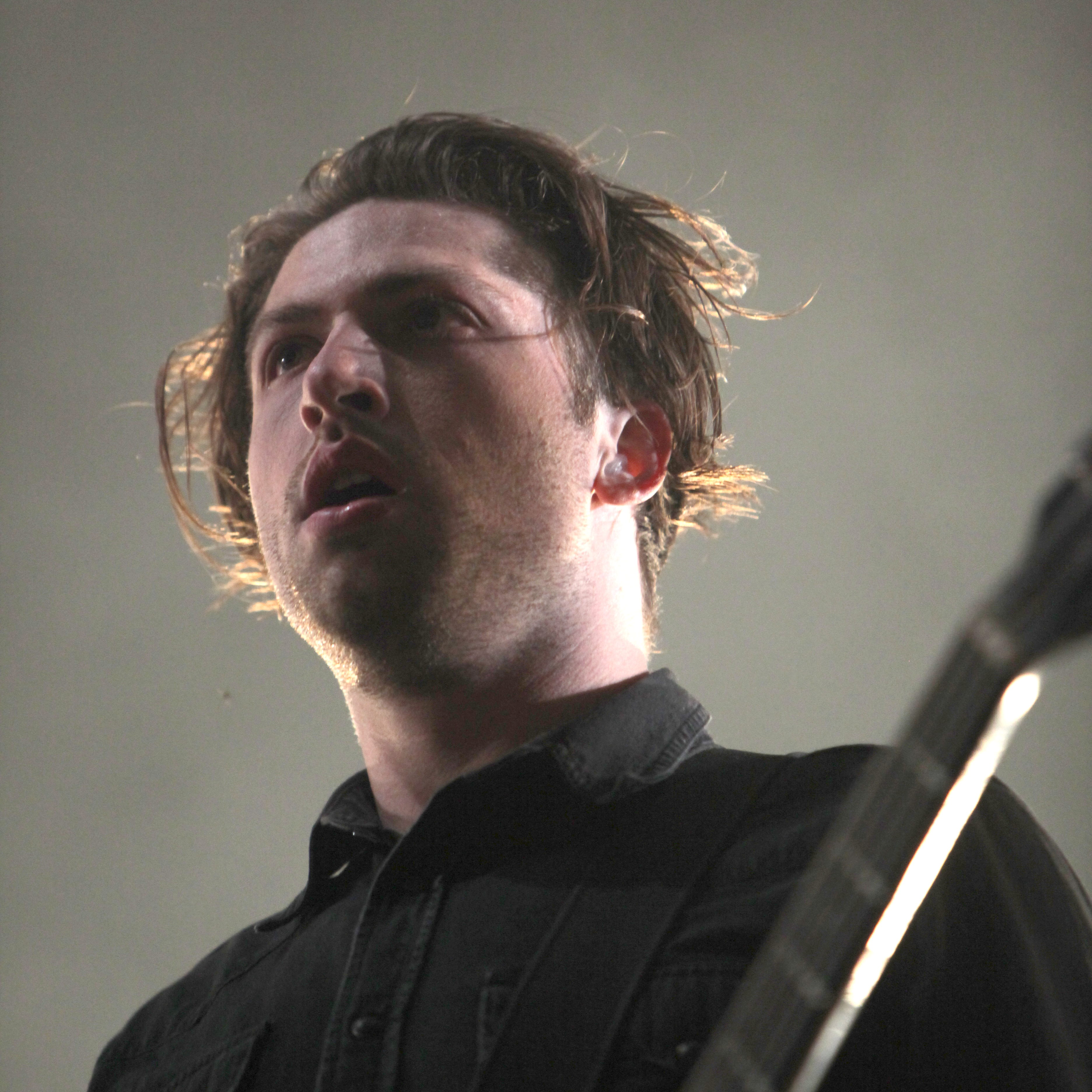
Michael Shuman
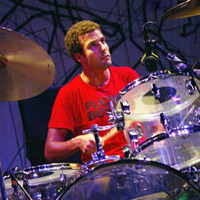
Jon Theodore
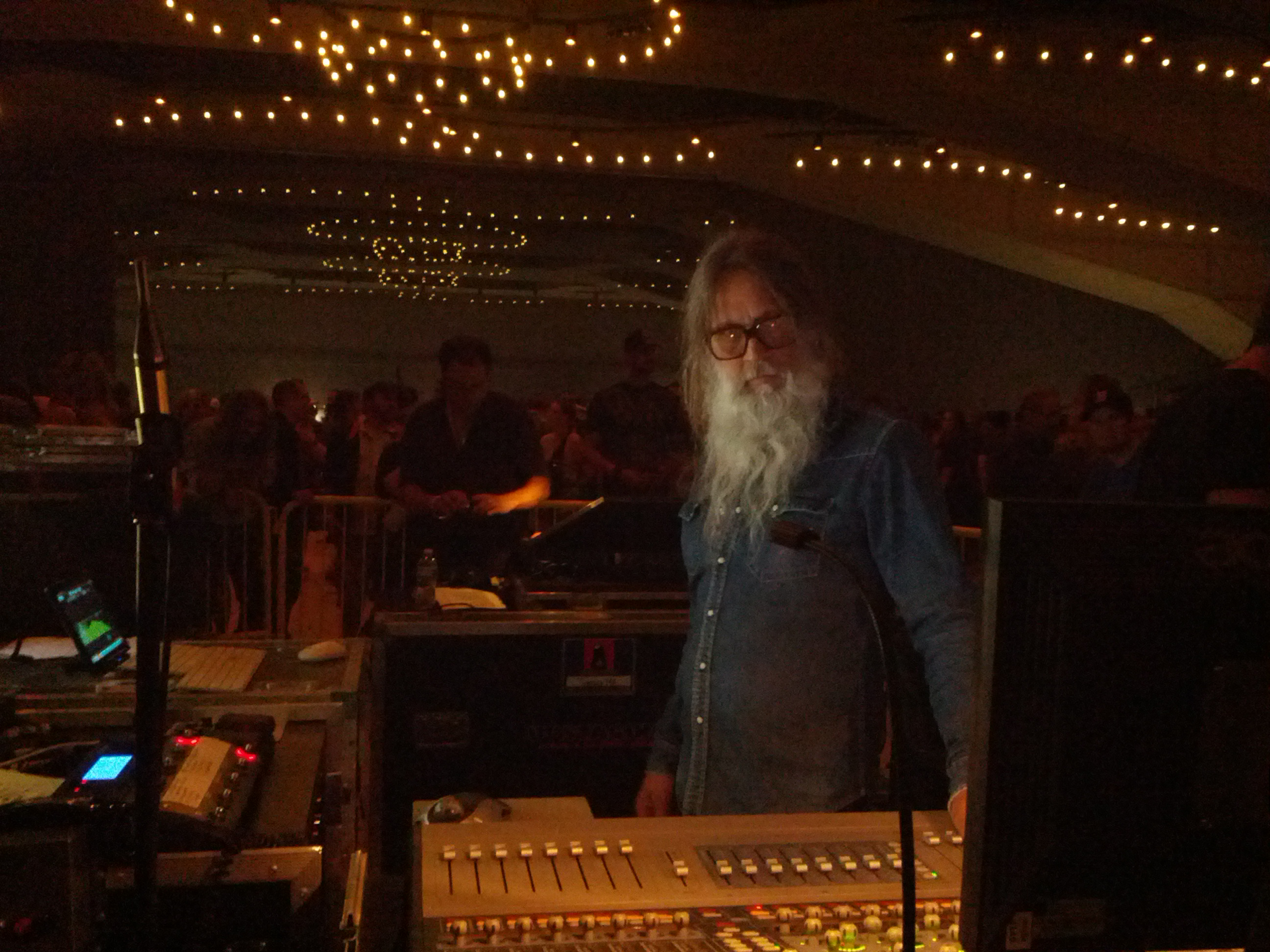
Hutch

- Josh Homme – Oprichter en het enige permanente lid van de band. Hij is in de eerste plaats de zanger en gitarist en speelt (voornamelijk tijdens opnamen) basgitaar, keyboard, piano, drums en andere instrumenten (1996-heden).
- Troy Van Leeuwen – Is de tweede gitarist van de band sinds de tournee voorafgaand aan de verschijning van 'Songs for the Deaf'. Speelt ook lap steel, keyboard, piano, basgitaar en zorgt voor de achtergrondzang tijdens liveoptredens en de daaropvolgende opnamen (2002-heden).
- Dean Fertita – Verving Natasha Shneider als toetsenist en zorgt voor de achtergrondzang, speelt ook gitaar en diverse percussie-instrumenten (2007-heden).
- Michael Shuman - Gevraagd als bassist en achtergrondzang voor de tournee naar aanleiding van de verschijning van Era Vulgaris (2007-heden).
- Jon Theodore - Na het vertrek van Joey Castillo hielp hij samen met Dave Grohl voor de opnamen van het album '...Like Clockwork'. Hij zal ook meedoen aan de tournee om het album te promoten (2013-heden).
- Hutch - Vaste geluidsman tijdens albumopnames en liveshows (1996-heden).

## Andere leden en gastoptredens

### Gitaristen
- Chris Goss - Is vanaf het begin actief in de band. Hij werkte samen met Josh Homme als producer tijdens zijn Kyusstijd. Hij heeft bijdragen gedaan met verschillende instrumenten, met name gitaren en het produceren van het album Rated R en Era Vulgaris samen met Homme als de Fififf teeners. Ook heeft hij een aantal live-optredens 2001-2008 gedaan met de band, waaronder een optreden met Billy Gibbons.
- Billy Gibbons - Heeft bijdragen geleverd voor de nummers "Burn The Witch" en "Precious and Grace" voor het album Lullabies to Paralyze. Ook is hij live te zien tijdens optredens en op de dvd Over the Years and Through the Woods.
- Aaron North - Maakte een gastoptreden met de band op verschillende akoestische optredens in 2005.
- Dean Ween - (Mickey Melchiondo) - Speelde gitaar en verzorgde achtergrondzang tijdens het opnemen van Songs for the Deaf.
- Brendon McNichol - Verving Dave Catching als gitarist, keyboard en piano. Speelde mee op het album songs for the Dead (2000-2002).
- Mario Lalli - Speelde mee met de band tijdens de Europese tournee tussen 10 april en 27 april 1999. Hij verving Dave Catching die toerde met zijn band Earthlings?.
- Dave Catching - Heeft op alle albums van de band meegespeeld behalve Era Vulgaris. Hij speelde gitaar, keyboard en lapsteel. Toerde met de band tussen 1998-2000.
- John McBain - Deed mee aan een liveoptreden in 1997 en heeft meegeschreven aan het nummer "Regular John".

### Bassisten
- Alain Johannes - Is bij de band betrokken vanaf het album Rated R. Johannes is vooral tijdens opnamen van albums aanwezig. Hij toerde met de band in 2005 en 2006. Ook speelde hij mee tijdens het Natasha Shneider benefietconcert in 2008.
- Dan Druff - Verving Oliveri in 2005. Hij is sinds het album Rated R betrokken bij de band als gitaartechnicus.
- Nick Oliveri - Was de bassist van de band van 1998 - 2004. Hij heeft meegespeeld op de albums Rated R en Songs for the Deaf. Na zijn arrestatie werd hij door Homme ontslagen. Oliveri zong mee op het album ...Like Clockwork.
- Chris DiNoia - Deed mee aan een aantal liveoptredens in 2003.
- Mike Johnson - Deed mee tijdens een liveoptreden in 1998.
- Van Conner - Deed mee aan de opnamen voor de Kyuss/Queens of the Stone Age EP splitalbum en de Gamma Ray EP.
- Milo Beenhakker - speelde mee op "18 AD" op het album Burn One Up! Music for Stoners die verscheen in 1997.

### Percussionisten
- Dave Grohl - Nam deel aan de opnamen van het album Songs for the Deaf (drum en zang) en toerde mee ter ondersteuning van het album in 2002 met hierna terug te keren naar zijn band Foo Fighters. Grohl drumde tijdens een liveoptreden in 2007 het nummer "Make It Wit Chu" en heeft meegedaan tijdens de opnamen van ...Like Clockwork.
- Joey Castillo - Speelde drum van 2002 tot 2012. Verving Dave Grohl en toerde door Europa tijdens de Songs for the Deaf Tour. Hij bleef bij de band tot zijn vertrek in 2012.
- Gene Trautmann - Nam deel aan de opnamen van het album Rated R en Songs for the Deaf, ook toerde hij van 1999 tot 2002 met de band.
- Nick Lucero - Speelde drum op een aantal nummers van het album Rated R.
- Barrett Martin - Speelde drum op een aantal nummers van het album Rated R.
- Alfredo Hernández - Deed mee tijdens het debuutalbum en toerde mee ter ondersteuning van het album, maar verliet de band voor het opnemen van Rated R.
- Matt Cameron - Speelde drums tijdens liveoptredens 1997 en 2008.
- Vic the Stick - Deed mee aan de opnamen voor de Kyuss/Queens of the Stone Age EP-splitalbum en de Gamma Ray EP.
- Eva Nahon - speelde drum op "18 AD" op het album Burn One Up! Music for Stoners dat verscheen in 1997.

### Keyboard
- Elton John - Nam piano op voor het album ...Like Clockwork.
- Natasha Shneider (†) - Speelde op verschillende instrumenten tijdens de opnamen voor het album Songs for the Deaf en toerde met de band. Shneider speelde keyboard en achtergrondzang in 2005.
- Hutch - Speelde piano in het nummer "I Was a Teenage Hand Model" van hun debuutalbum. Hij is tevens hun geluidsman tijdens liveconcerten.

### Zang
- Bobby Gillespie - Deed de zang in het nummer "Needles in the Camel's Eye". Dit nummer staat op de single Make it Wit Chu.
- Julian Casablancas - Speelde casiogitaar en leverde achtergrondzang voor het nummer "Sick, Sick, Sick" op het album Era Vulgaris.
- Trent Reznor - Deed mee aan de opnamen van Era Vulgaris en ...Like Clockwork.
- Mark Lanegan (†) - Is een lange tijd een bekende bij de band. Hij toerde tussen 2001 en 2005 mee met de band en deed in 2007 en 2010 een aantal keer tijdens een liveoptreden. Lanegan heeft aan elk studioalbum meegewerkt, behalve het debuutalbum. Lanegan heeft ook live meegespeeld als toetsenist voorafgaand aan de verschijning van Lullabies to Paralyze, voordat Natasha Shneider bij de band kwam.
- Fred Drake (†) - Zang in "I Was a Teenage Hand Model" op het album Queens of the Stone Age.

### Terugkomende artiesten
| Muzikant         | Queens of the Stone Age (1998) | Rated R (2000) | Songs for the Deaf (2002) | Lullabies to Paralyze (2005) | Era Vulgaris (2007) | ...Like Clockwork (2013) |
| ---------------- | ------------------------------ | -------------- | ------------------------- | ---------------------------- | ------------------- | ------------------------ |
| Alain Johannes   |                                |                | X                         | X                            | X                   | X                        |
| Brody Dalle      |                                |                |                           | X                            | X                   | X                        |
| Chris Goss       | X                              | X              | X                         | X                            | X                   |                          |
| Dave Catching    | X                              | X              | X                         | X                            |                     |                          |
| Gene Trautmann   |                                | X              | X                         |                              |                     |                          |
| Joey Castillo    |                                |                |                           | X                            | X                   | X                        |
| Mark Lanegan     |                                | X              | X                         | X                            | X                   | X                        |
| Mike Johnson     | X                              | X              |                           |                              |                     |                          |
| Nick Oliveri     | X                              | X              | X                         |                              |                     | X                        |
| Troy Van Leeuwen |                                |                |                           | X                            | X                   | X                        |
| Dave Grohl       |                                |                | X                         |                              |                     | X                        |
| Trent Reznor     |                                |                |                           |                              | X                   | X                        |
| Jesse Hughes     |                                |                |                           | X                            | X                   |                          |

## Discografie

### Albums
| Album met eventuele hitnotering(en) in de Nederlandse Album Top 100 | Datum van verschijnen | Datum van binnenkomst | Hoogste positie | Aantal weken | Opmerkingen |
| ------------------------------------------------------------------- | --------------------- | --------------------- | --------------- | ------------ | ----------- |
| Queens of the Stone Age                                             | 22-09-1998            | -                     | -               | -            |             |
| Rated R                                                             | 05-06-2000            | -                     | -               | -            |             |
| Songs for the Deaf                                                  | 26-08-2002            | 07-09-2002            | 17              | 42           | Goud        |
| Lullabies to Paralyze                                               | 20-03-2005            | 26-03-2005            | 4               | 19           |             |
| Over the Years and Through the Woods                                | 2005                  | -                     | -               | -            | Livealbum   |
| Era Vulgaris                                                        | 08-06-2007            | 16-06-2007            | 7               | 9            |             |
| ...Like Clockwork                                                   | 04-06-2013            | 08-06-2013            | 3               | 25           |             |
| Villains                                                            | 25-08-2017            | 02-09-2017            | 1(1wk)          | 18           |             |
| In Times New Roman...                                               | 16-06-2023            | 24-06-2023            | 1(1wk)          | 1*           |             |

| Album met hitnotering(en) in de Vlaamse Ultratop 200 albums | Datum van verschijnen | Datum van binnenkomst | Hoogste positie | Aantal weken | Opmerkingen |
| ----------------------------------------------------------- | --------------------- | --------------------- | --------------- | ------------ | ----------- |
| Songs for the Deaf                                          | 2002                  | 07-09-2002            | 9               | 15           |             |
| Lullabies to Paralyze                                       | 2005                  | 26-03-2005            | 2               | 25           |             |
| Over the Years and Through the Woods                        | 2005                  | 03-12-2005            | 69              | 5            | Livealbum   |
| Era Vulgaris                                                | 2007                  | 16-06-2007            | 2               | 42           |             |
| Queens of the Stone Age                                     | 1998/2011             | 12-03-2011            | 30              | 15           |             |
| ...Like Clockwork                                           | 2013                  | 08-06-2013            | 1(1wk)          | 92           |             |
| Villains                                                    | 2017                  | 02-09-2017            | 2               | 40           |             |
| In Times New Roman...                                       | 2023                  | 24-06-2023            | 1(1wk)          | 1*           |             |

### Ep's
| jaar | titel                             |
| ---- | --------------------------------- |
| 1996 | Gamma Ray EP                      |
| 1997 | Kyuss/Queens of the Stone Age EP  |
| 1998 | Queens of the Stone Age/Beaver EP |
| 2004 | Stone Age Complication            |

### Singles
| titel                              | jaar | album                   |
| ---------------------------------- | ---- | ----------------------- |
| "If Only"                          | 1998 | Queens of the Stone Age |
| "I Was a Teenage Hand Model"       | 1998 | Queens of the Stone Age |
| "The Lost Art of Keeping a Secret" | 2000 | Rated R                 |
| "Feel Good Hit of the Summer"      | 2000 | Rated R                 |
| "Never Say Never"                  | 2000 | Rated R                 |
| "Monsters in the Parasol"          | 2000 | Rated R                 |
| "No One Knows"                     | 2003 | Songs for the Deaf      |
| "Go with the Flow"                 | 2003 | Songs for the Deaf      |
| "First It Giveth"                  | 2003 | Songs for the Deaf      |
| "Little Sister"                    | 2005 | Lullabies to Paralyze   |
| "In My Head"                       | 2005 | Lullabies to Paralyze   |
| "Burn the Witch"                   | 2005 | Lullabies to Paralyze   |
| "Sick, Sick, Sick"                 | 2007 | Era Vulgaris            |
| "3's & 7's"                        | 2007 | Era Vulgaris            |
| "Make It wit Chu"                  | 2007 | Era Vulgaris            |
| "My God is the Sun"                | 2013 | ...Like Clockwork       |
| "I Sat by the Ocean"               | 2013 | ...Like Clockwork       |
| "Smooth Sailing"                   | 2013 | ...Like Clockwork       |
| "The Way You Used to Do"           | 2017 | Villains                |
| "The Evil Has Landed"              | 2017 | Villains                |
| "Emotion Sickness"                 | 2023 | In Times New Roman...   |
| "Carnavoyeur"                      | 2023 | In Times New Roman...   |
| "Paper Machete"                    | 2023 | In Times New Roman...   |

### Promotiesingle
| titel                                           | jaar | album                   |
| ----------------------------------------------- | ---- | ----------------------- |
| "Everybody Knows That You Are Insane"           | 2005 | Lullabies to Paralyze   |
| "The Fun Machine Took a Shit & Died"            | 2007 | Era Vulgaris            |
| "How to Handle a Rope (A Lesson in the Lariat)" | 2011 | Queens of the Stone Age |

### Overige singles
| titel                        | jaar | album                                                                            |
| ---------------------------- | ---- | -------------------------------------------------------------------------------- |
| "18 AD"                      | 1997 | Burn One Up! Music for Stoners                                                   |
| "Infinity"                   | 2000 | Heavy Metal 2000 soundtrack                                                      |
| "Back to Dungaree High"      | 2001 | Alpha Motherfuckers: A Tribute to Turbonegro                                     |
| "Millionaire"                | 2002 | WWE: Tough Enough, Vol. 2                                                        |
| "Who'll Be the Next in Line" | 2002 | This Is Where I Belong: The Songs of Ray Davies and The Kinks                    |
| "Outlaw Blues"               | 2012 | Chimes of Freedom: Songs of Bob Dylan Honoring 50 Years of Amnesty International |
| "Goodbye Yellow Brick Road"  | 2018 | Revamp: Reimagining the Songs of Elton John & Bernie Taupin                      |

### Singles en hitnoteringen
| Single met eventuele hitnotering(en) in de Nederlandse Top 40 | Datum van verschijnen | Datum van binnenkomst | Hoogste positie | Aantal weken | Opmerkingen                 |
| ------------------------------------------------------------- | --------------------- | --------------------- | --------------- | ------------ | --------------------------- |
| No One Knows                                                  | 2002                  | 16-11-2002            | 39              | 2            | Nr. 39 in de Single Top 100 |
| Go with the Flow                                              | 2003                  | -                     | tip5            | -            | Nr. 50 in de Single Top 100 |
| Little Sister                                                 | 2005                  | -                     | tip8            | -            | Nr. 55 in de Single Top 100 |
| Sick, Sick, Sick                                              | 2007                  | -                     | -               | -            | Nr. 91 in de Single Top 100 |
| My God is the sun                                             | 2013                  | -                     | -               | -            | Nr. 77 in de Single Top 100 |
| I Sat by the Ocean                                            | 2013                  | -                     | tip9            | -            |                             |

| Single met hitnotering(en) in de Vlaamse Ultratop 50 | Datum van verschijnen | Datum van binnenkomst | Hoogste positie | Aantal weken | Opmerkingen |
| ---------------------------------------------------- | --------------------- | --------------------- | --------------- | ------------ | ----------- |
| Make It wit Chu                                      | 2007                  | 20-10-2007            | tip8            | -            |             |
| My God is the Sun                                    | 2013                  | 18-05-2013            | 37              | 3            |             |
| I Sat by the Ocean                                   | 2013                  | 22-06-2013            | tip9            | -            |             |
| If I Had a Tail                                      | 2013                  | 02-11-2013            | tip11           | -            |             |
| Smooth Sailing                                       | 2014                  | 05-04-2014            | tip69           | -            |             |
| The Way You Used to Do                               | 2017                  | 24-06-2017            | tip11           | -            |             |
| The Evil Has Landed                                  | 2017                  | 19-08-2017            | tip             | -            |             |
| Feet Don't Fail Me                                   | 2017                  | 09-09-2017            | tip10           | -            |             |
| Domesticated Animals                                 | 2017                  | 23-12-2017            | tip33           | -            |             |
| Hideaway                                             | 2018                  | 14-04-2018            | tip41           | -            |             |

### NPO Radio 2 Top 2000
| Nummers met noteringen in de NPO Radio 2 Top 2000 | '14 | '15 | '16  | '17  | '18  | '19  | '20  | '21  | '22  | '23  | '24  |
| ------------------------------------------------- | --- | --- | ---- | ---- | ---- | ---- | ---- | ---- | ---- | ---- | ---- |
| Go with the Flow                                  | -   | -   | 1159 | 1035 | 844  | 991  | 1050 | 1070 | 1026 | 890  | 1074 |
| I Sat by the Ocean                                | -   | -   | 1814 | 1654 | 1493 | 1702 | 1905 | 1971 | -    | 1798 | 2000 |
| Make It wit Chu                                   | -   | -   | -    | 1845 | 1426 | 1558 | 1664 | 1695 | 1699 | 1341 | 1564 |
| No One Knows                                      | 893 | 168 | 238  | 210  | 224  | 268  | 283  | 302  | 285  | 219  | 336  |

1. ↑  Een '-' betekent dat het nummer niet was genoteerd en een vetgedrukt getal geeft de hoogste notering van een nummer aan.
2. ↑  2014 was het eerste jaar met een notering voor Queens of the Stone Age.

### De Zwaarste Lijst
| Nummer       | '09* | '10* | '11* | '12* | '13 | '14 | '15 | '16 | '17 | '18 | '19 | '20 | '21 | '22 | '23 | '24 | '25 |
| ------------ | ---- | ---- | ---- | ---- | --- | --- | --- | --- | --- | --- | --- | --- | --- | --- | --- | --- | --- |
| No One Knows | 56   | 40   | 28   | 53   | -   | -   | -   | -   | -   | -   | -   | -   | -   | -   | -   | -   | -   |

- Tot 2012 had de Zwaarste Lijst 70 plaatsen. Dit werd vanaf 2013 verminderd tot 66.